# Johann von Holthov-Chikoff
Johann S. von Holthov-Chikoff (1823 - 15 de agosto de 1862) fue un escritor, poeta y dramaturgo ruso de ascendencia austriaca que vivió en el siglo XIX. Íntimo amigo de Aleksandr Pushkin, escribió numerosas novelas y libros de carácter histórico, entre las que se destacan:
- El Mercader de Moscú. (1841)
- Dmitri, Príncipe de los Cosacos. (1843)
- El libro de la Antigua Nobleza Rusa. (1843)
- El Gran Arquitecto de Rusia. (1847)
- El nacimiento del Imperio de Oriente. (1851)
- La Familia Suvorov. (1852)
- El Conde Jakovsky (1858)
- Pedro el Grande, señor de señores. (1859)

Arruinado y sin manera de sostenerse económicamente, falleció en Madrid, España, el 15 de agosto de 1862.

## Johann S. Holthov-Chikoff
- Johann S. Holthof-Kuvarev. Mis Memorias. 1861.

- Datos: Q13639536